# Ивица Туцак
Ивица Туцак (Шибеник, 8. фебруар 1970) јесте хрватски ватерполо тренер и бивши ватерполиста. Од 2012. године ради као селектор репрезентације Хрватске.
Најтрофејнији је селектор репрезентације Хрватске у ватерполу у историји. С Хрватском је био првак света 2017, првак Европског купа 2018, вицепрвак света 2015, вицепрвак Светске лиге 2015. и 2019, освајач бронзаних медаља на светским првенствима 2013. и 2019. и на Европском првенству 2018. а на Олимпијским играма 2016. Хрватска је под његовим вођством освојила сребрну медаљу. Такође је двоструки освајач Јадранске лиге и Првенства Црне Горе у ватерполу као тренер.

## Награде

### Тренер

#### Клуб
Шибеник
- Финалиста ЛЕН Купа Европе 2006/07.[3]

Јадран
- Првак Јадранке лиге 2009/10, 2010/11.[3]
- Првак Прве лиге Црне Горе 2009/10,[3] 2011/12.
- Првак Купа Црне Горе 2010/11.[3]

#### Репрезентација
Хрватска
- Првак Светског првенства 2017.
- Првак Европског купа 2018.
- Првак турнира у ватерполу на Медитеранскиm играма 2013.
- Освајач сребрне медаље на турниру у ватерполу на Олимпијским играма 2016.
- Вицепрвак Светског првенства 2015.
- Вицепрвак Светске лиге 2015.
- Треће место на Светском првенству 2013.
- Треће место на Европском првенству 2018.
- Треће место на Светском купу 2014.
- Треће место у Светској лиги 2017.

### Појединачна признања
- Добитник хрватске награде за спорт „др Фрањо Бучар”
- Добитник хрватског државног одликовања Ред кнеза Бранимира с огрлицом
- Добитник награде ФИНА за најбољег тренера 2017. године
- Добитник награде града Шибеника за изузетна постигнућа у спорту

## Лични живот
Туцак је велики пријатељ са Дејаном Савићем, бившим селектором репрезенације Србије у ватерполу.